# Гамзатов Джавід Шакірович
Джавід Шакірович Гамзатов (рос. Джавид Шакирович Гамзатов; нар. 27 грудня 1989, Кизилюрт, Дагестанська АРСР, РРФСР, СРСР) — білоруський борець греко-римського стилю дагестанського погодження, бронзовий призер чемпіонату світу, бронзовий призер Олімпійських ігор.

## Життєпис
Боротьбою займається з 2003. Тренувався у спортшколі рідного Кизилюрта у Хайбули Хайбулаєва. Перемагав на першості Дагестану, був призером першості Північно-Кавказького федерального округу. Потім переїхав до Махачкали, де займався також під керівництвом Аріпа Абакарова. У цей період ставав призером юнацької першості Росії і переможцем молодіжної першості Північно-Кавказького федерального округу. До Білорусі Джавіда покликав його земляк, дворазовий чемпіон світу у складі збірної Білорусі Алім Селімов. Спочатку тренувався у його тренера Маліка Іскендарова в Мозирі, а потім переїхав до Гомеля, тому що там була сильніша школа боротьби.

## Спортивні результати

### Виступи на Олімпіадах
| Змагання                    | Збірна   | Вагова категорія                 | Місце  |
| --------------------------- | -------- | -------------------------------- | ------ |
| Літні Олімпійські ігри 2016 | Білорусь | греко-римська боротьба, до 85 кг | Бронза |

### Виступи на Чемпіонатах світу
| Змагання                        | Збірна   | Вагова категорія                 | Місце  |
| ------------------------------- | -------- | -------------------------------- | ------ |
| Чемпіонат світу з боротьби 2013 | Білорусь | греко-римська боротьба, до 84 кг | Бронза |
| Чемпіонат світу з боротьби 2014 | Білорусь | греко-римська боротьба, до 85 кг | 7      |
| Чемпіонат світу з боротьби 2015 | Білорусь | греко-римська боротьба, до 85 кг | 19     |

### Виступи на Чемпіонатах Європи
| Змагання                         | Збірна   | Вагова категорія                 | Місце |
| -------------------------------- | -------- | -------------------------------- | ----- |
| Чемпіонат Європи з боротьби 2012 | Білорусь | греко-римська боротьба, до 84 кг | 22    |
| Чемпіонат Європи з боротьби 2013 | Білорусь | греко-римська боротьба, до 84 кг | 17    |
| Чемпіонат Європи з боротьби 2014 | Білорусь | греко-римська боротьба, до 85 кг | 14    |

### Виступи на Європейських іграх
| Змагання              | Збірна   | Вагова категорія                 | Місце |
| --------------------- | -------- | -------------------------------- | ----- |
| Європейські ігри 2015 | Білорусь | греко-римська боротьба, до 85 кг | 21    |

### Виступи на Кубках світу
| Змагання                    | Збірна   | Вагова категорія                 | Місце |
| --------------------------- | -------- | -------------------------------- | ----- |
| Кубок світу з боротьби 2012 | Білорусь | греко-римська боротьба, до 84 кг | 13    |

### Виступи на інших змаганнях
| Змагання                                                         | Збірна   | Вагова категорія                 | Місце  |
| ---------------------------------------------------------------- | -------- | -------------------------------- | ------ |
| Кубок Президента Казахстану з боротьби 2011                      | Білорусь | греко-римська боротьба, до 84 кг | Срібло |
| Меморіал Олега Караваєва 2011                                    | Білорусь | греко-римська боротьба, до 84 кг | Срібло |
| Золотий Гран-прі з боротьби 2012 (Стамбул)                       | Білорусь | греко-римська боротьба, до 84 кг | Бронза |
| Кубок Владислава Пітласинські 2012                               | Білорусь | греко-римська боротьба, до 84 кг | 9      |
| Чемпіонат світу з боротьби серед студентів 2012                  | Білорусь | греко-римська боротьба, до 96 кг | 9      |
| Меморіал Олега Караваєва 2012                                    | Білорусь | греко-римська боротьба, до 84 кг | Золото |
| Турнір Вехбі Емре 2013                                           | Білорусь | греко-римська боротьба, до 84 кг | 7      |
| Літня Універсіада 2013                                           | Білорусь | греко-римська боротьба, до 84 кг | Бронза |
| Кубок Владислава Пітласинські 2013                               | Білорусь | греко-римська боротьба, до 84 кг | 5      |
| Меморіал Олега Караваєва 2013                                    | Білорусь | греко-римська боротьба, до 84 кг | Срібло |
| Турнір Вехбі Емре 2014                                           | Білорусь | греко-римська боротьба, до 85 кг | Золото |
| Гран-прі Німеччини з боротьби 2014                               | Білорусь | греко-римська боротьба, до 85 кг | Бронза |
| Кубок Владислава Пітласинські 2014                               | Білорусь | греко-римська боротьба, до 85 кг | Бронза |
| Меморіал Олега Караваєва 2014                                    | Білорусь | греко-римська боротьба, до 85 кг | Срібло |
| Відкритий чемпіонат Загреба з боротьби 2015                      | Білорусь | греко-римська боротьба, до 85 кг | Золото |
| Турнір Вехбі Емре і Гаміта Каплана 2015                          | Білорусь | греко-римська боротьба, до 85 кг | 15     |
| Кубок Владислава Пітласинські 2015                               | Білорусь | греко-римська боротьба, до 85 кг | 25     |
| Меморіал Олега Караваєва 2015                                    | Білорусь | греко-римська боротьба, до 85 кг | Срібло |
| Гран-прі Угорщини з боротьби 2016                                | Білорусь | греко-римська боротьба, до 85 кг | Срібло |
| Олімпійський кваліфікаційний турнір з боротьби 2016 (Улан-Батор) | Білорусь | греко-римська боротьба, до 85 кг | Золото |
| Кубок Владислава Пітласинські 2016                               | Білорусь | греко-римська боротьба, до 85 кг | 7      |
| Гран-прі Угорщини з боротьби 2017                                | Білорусь | греко-римська боротьба, до 98 кг | Срібло |